# ミンスク県 (ポーランド・リトアニア共和国)

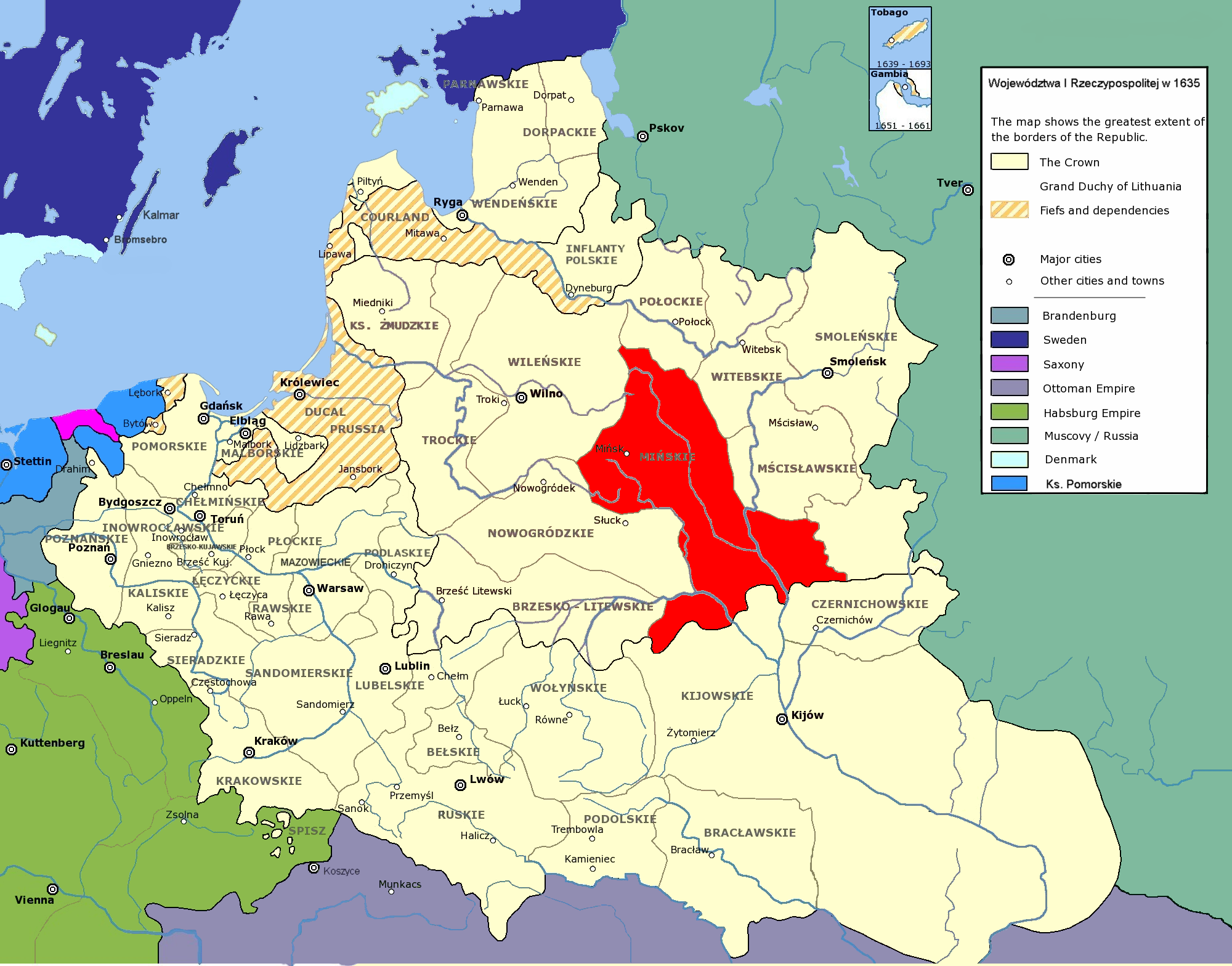
ポーランド・リトアニア共和国内のミンスク県の位置（1635年）

県章

ミンスク県 / ミンスカス県（ポーランド語: Województwo mińskie / リトアニア語: Palatinatus Minscensis）は、ミンスクを行政中心地とする、リトアニア大公国、のちにポーランド・リトアニア共和国の県である。1566年にリトアニア大公国の行政単位として成立し、1569年のルブリン合同後もポーランド・リトアニア共和国の行政区として存続するが、1793年の第2次ポーランド分割までに帝政ロシアに割譲されて消滅した。
- （注釈）本項の地名はリトアニア語・ポーランド語を用いているが、現在はベラルーシ・ウクライナ・ロシアに所属し、それぞれの言語での名称が用いられる地名が多数ある。詳しくは注釈の「関連地名対応表」を参照されたし。

## 歴史
本県は1566年のリトアニア大公国の行政改編によって区分された県であり、成立当初は、ミンスカス（ミンスク）郡(ru)、Rečyca郡(ru)の二郡から成っていた。1569年のルブリン合同でポーランド王国とリトアニア大公国が連合王国となると、ポーランド領のキユフ県からMozyrz郡(ru)が編入された。
ポーランド・リトアニア共和国の成立後、ミンスク県は南西でBrześć県(ru)、西はノヴォグルデク県、北西はWilno県(ru)、北はポウォツク県、北東はヴィテプスク県、東はムシチスワフ県と接した。また、南東から南にかけてはキユフ県と接しており、17世紀の一時期はスモレンスク県、Czernihów県(ru)が設置されて、両県と接した期間があった。
1772年の第1次ポーランド分割によってRečyca郡が、第2次ポーランド分割によって残る全県が帝政ロシア領となり、ポーランド・リトアニア共和国のミンスク県は消滅した。